# Forge (Film)
Forge (engl. für „Fälschen“) ist ein Kriminalfilm und das Spielfilmdebüt von Jing Ai Ng. Der Film mit Andie Ju und Brandon Soo Hoo in den Hauptrollen als Geschwister, die gefälschte Kunstwerke verkaufen, feierte im März 2025 beim South by Southwest Film Festival seine Premiere.

## Handlung
Raymond und Coco Zhang, Geschwister der zweiten Generation chinesisch-US-amerikanischer Herkunft, fälschen und verkaufen Kunst. Immer wieder gelingt es ihnen, ihre Repliken von Kunstwerken als Originale auszugeben. Sie wissen, dass ihr selbstsicheres Auftreten der Schlüssel für ihren Erfolg ist. Sie müssen dabei Kunstexperten überzeugen, und Coco, eine ehemalige Kunststudentin, die ihr Studium schließlich abbrechen musste, um ihren kranken Vater zu pflegen, kann über jeden Pinselstrich der Künstler sprechen. Auch wenn die Qualität einer Fälschung nicht perfekt ist, gaukelt Coco überzeugend vor, Erbin des seltenen Kunstwerks zu sein, der es schwerfällt, sich von einem Familienerbstück zu trennen.

## Produktion

### Filmstab
„Ich würde Miami als Malaysia sehr ähnlich beschreiben, ein kultureller Schmelztiegel, in dem alle zusammenkommen. Der dadurch entstehende Kulturkonflikt ist wirklich interessant – ein chaotisches Miami, das ich unbedingt einfangen wollte.“

Regie führte Jing Ai Ng, die auch das Drehbuch schrieb. Es handelt sich bei Forge um das Spielfilmdebüt der in Malaysia geborenen Ng. Ihr Kurzfilm Fleck von 2019 wurde vielfach ausgezeichnet. Im Jahr 2021 schloss sie ihr Regiestudium am American Film Institute Conservatory mit einem Master of Fine Arts ab.

### Besetzung und Dreharbeiten
Andie Ju und Brandon Soo Hoo spielen die Geschwister Coco und Raymond Zhang. Kelly Marie Tran spielt die auf Kunstfälschung spezialisierte FBI-Agentin Emily Lee. T.R. Knight ist in der Rolle des Kunsthändlers Sandy Baker zu sehen. Edmund Donovan spielt Holden Beaumont, den Enkel eines Kunstsammlers und einer von Raymonds Kunden. In weiteren Rollen sind Sonya Walger als Ann Lasalle und Eva De Dominici als Talia zu sehen.
Gedreht wurde Forge in Miami, wo der Film spielt. Aufnahmen entstanden unter anderem am Strand von Virginia Key und im „Tropical Chinese“, einem Dim-Sum-Restaurant, dessen Besitzer im Film in mehreren Szenen als Statist zu sehen ist. Ein weiterer Drehort war das von den Schweizer Architekten Herzog & de Meuron entworfene Pérez Art Museum Miami. Als Kameramann fungierte Leo Purman.

### Filmmusik und Veröffentlichung
Die Filmmusik komponierten Marco Carrión und Ian Chang. Chang ist Teil des Musiktrios Son Lux.
Die Premiere des Films war am 9. März 2025 beim South by Southwest Film Festival. Ende Juni 2025 wurde er beim Nantucket Film Festival gezeigt.

## Kritiken
Stephen Saito schreibt in seiner Kritik für Variety, der Begriff „Hochstapler-Syndrom“ werde in Forge zwar nie direkt erwähnt, aber Raymond und Coco würden offensichtlich schon seit einiger Zeit darunter leiden. Andie Ju in der Rolle der moralisch fragwürdigen Coco, deren bemerkenswerte Ausgeglichenheit sie zu einer hervorragenden Pokerspielerin machen würde, wirke magnetisch.